# Świekotki
Świekotki – przysiółek popegeerowski w Polsce położony w województwie zachodniopomorskim, w powiecie łobeskim, w gminie Resko. Świekotki są przysiółkiem Policka.
W latach 1975–1998 miejscowość administracyjnie należała do województwa szczecińskiego.

## Zabytki
- park dworski, pozostałość po dworze[3].